# Stadionul Free State
Stadionul Free State cunoscut și sub numele de Vodacom Park este un stadion din Bloemfontein, Africa de Sud, folosit pentru rugby , cât și pentru fotbal.
Echipele de rugby, care utilizează stadionul sunt:
- Free State Cheetahs, care participă în competiția domestică Currie Cup;
- Central Cheetahs, care reprezintă Free State și Northern Cape Province în Super 14

Principala echipă de fotbal, care utilizează stadionul este:
- Bloemfontein Celtic, ce joacă în Premier Soccer League